# Deinococcus-thermus
Deinococcus-thermus, malena skupina ekstremofilnih bakterija sposobnih da podnose podnose ekstremne uvjete života. Koljeno se sastoji od razreda Deinococci s redovima Deinococcales otpornih na radijaciju (zračenje) i Thermales s nekoliko rodova otpornih na toplinu.
Bakterija Deinococcus radiodurans upisana je među njima u Guinnessovoj knjizi rekorda. Za nju je ustanoljeno da nije patogena i ne uzrokuje nikakve bolesti kod ljudi i životinja.

## Vanjske poveznice
- Biolozi pod vodstvom Radmana otkrili mehanizme koji oživljavaju "klinički mrtve" stanice